# 呂号第六十一潜水艦
| 画像をアップロード |                                                                |
| 艦歴               |                                                                |
| 計画               | 大正12年度艦艇補充計画                                         |
| 起工               | 1922年6月5日                                                   |
| 進水               | 1923年5月19日                                                  |
| 就役               | 1924年2月9日                                                   |
| その後             | 1942年9月1日喪失                                               |
| 除籍               | 1942年10月20日                                                 |
| 性能諸元           |                                                                |
| 排水量             | 基準：988トン 常備：1,060.3トン 水中：1,301トン                |
| 全長               | 76.20m                                                         |
| 全幅               | 7.38m                                                          |
| 吃水               | 3.96m                                                          |
| 機関               | ヴィッカース式ディーゼル2基2軸 水上：2,400馬力 水中：1,600馬力 |
| 速力               | 水上：15.7kt 水中：8.6kt                                       |
| 航続距離           | 水上：10ktで5,500海里 水中：4ktで80海里                        |
| 燃料               | 重油                                                           |
| 乗員               | 48名                                                           |
| 兵装               | 40口径8cm単装砲1門 53cm魚雷発射管 艦首6門 魚雷12本             |
| 備考               | 安全潜航深度：60m                                              |

呂号第六十一潜水艦（ろごうだいろくじゅういちせんすいかん）は、日本海軍の潜水艦。呂六十型潜水艦（L4型）の2番艦。竣工時の艦名は第七十二潜水艦。

## 艦歴
- 1922年（大正11年）6月5日 - 三菱神戸造船所で起工。
- 1923年（大正12年）5月19日 - 進水
- 1924年（大正13年）2月9日 - 竣工。第七十二潜水艦と命名。第59潜水艦と共に第26潜水隊を編成[2]。
  - 11月1日 - 呂号第六十一潜水艦に改名。
- 1929年（昭和4年）11月1日 - 予備艦となる[2]。
- 1931年（昭和6年）11月4日 - 予備艦となる[2]。
- 1934年（昭和9年）12月15日 - 予備艦、佐世保鎮守府特別保存艦となる[2]。
- 1938年（昭和13年）6月1日 - 艦型名を呂六十型に改正[3]。
- 1940年（昭和15年）10月15日 - 予備艦となる[2]。
- 1941年（昭和16年）12月8日 - 第7潜水戦隊第26潜水隊所属として、クェゼリンで待機[4]
  - 12月12日 - ウェーク島攻略作戦に参戦[4]。
  - 12月27日 - クェゼリン着[4]。
- 1942年（昭和17年）1月5日 - マーシャル防備部隊に編入[4]。
  - 3月20日 - 佐世保着[4]。
  - 5月31日 - 佐世保を出航し、サイパン、トラック方面で活動[4]。
  - 7月5日 - 横須賀着[4]。
  - 7月14日 - 第5艦隊に編入[4]。21日、第二十六潜水隊などで北方部隊の基地潜水部隊を編成[5]。
  - 7月24日 - 北方に派遣となり横須賀を出港。30日、幌筵島に到着[4]。
  - 8月1日 - 幌筵島を出航し、5日、キスカ島に到着。以後、同方面で活動[4]。

8月28日、偵察機がアトカ島東部のナザン湾に敵軽巡洋艦1隻、駆逐艦1隻を発見したと報じられた。これを受けて基地潜水部隊にもその攻撃が命じられ、「呂号第六十一潜水艦」は28日にキスカ湾を出撃。29日、「呂号第六十一潜水艦」など3隻の潜水艦はアトカ島監視配備を命じられ、加えて「呂号第六十一潜水艦」は湾内での敵攻撃を命じられた。31日の日没後、「呂号第六十一潜水艦」はナザン湾に侵入。米小型水上機母艦「カスコ」を撃破した。「呂号第六十一潜水艦」はノーザンプトン型らしき巡洋艦に対して魚雷2本を発射し、爆発音を一つ聴取したと報告している。湾から脱出し、上記の報告を行った後、「呂号第六十一潜水艦」は消息を絶った。
9月1日、アトカ島ノース岬南東沖で米駆逐艦「リード」の爆雷攻撃を受けて浮上。砲戦後に戦没。乗員59名の内、17名が脱出。その内5名を「リード」は収容して去った。9月1日、ソロモン方面アトカ島ナザン湾付近で亡失と認定。

## 歴代艦長
※『艦長たちの軍艦史』462-463頁による。階級は就任時のもの。

### 艤装員長
- 石橋敏成 少佐：1923年8月13日[11] -

### 艦長
- 石橋敏成 少佐：1924年2月9日 - 1924年12月1日
- 高塚省吾 少佐：1924年12月1日 - 1926年12月1日
- 岡敬純 少佐：1926年12月1日 - 1927年5月20日
- 八代祐吉 少佐：1927年5月20日 - 1928年5月16日
- （兼）今和泉喜次郎 少佐：1928年5月16日[12] - 1928年12月10日[13]
- 仁科宏造 少佐：1928年12月10日 - 1929年11月1日
- 嘉村嘉六 少佐：1929年11月1日[14] -
- 奥島章三郎 少佐：1930年4月22日[15] - 1930年6月3日[16]
- 貴島盛次 少佐：1930年6月3日[16] - 1930年11月15日[17]
- （兼）竹崎馨 少佐：1930年11月15日[17] - 1930年12月1日[18]
- 福田勇 少佐：1930年12月1日 - 1931年11月2日[19]
- 鳥居威美 大尉：1931年11月2日[19] - 1933年9月1日[20]
- （兼）平野六三 中佐：1933年9月1日[20] - 1933年9月6日[21]
- 西野耕三 大尉：1933年9月6日[21] - 1934年3月20日[22]
- （兼）平野六三 中佐：1934年3月20日[22] - 1934年7月16日[23]
- 南里勝次 少佐：1934年7月16日 - 1934年11月15日[24]
- （兼）七字恒雄 少佐：1934年11月15日[24] - 1934年12月15日[25]
- （兼）殿塚謹三 大尉：1934年12月15日[25] - 1935年11月15日[26]
- （兼）伊豆寿市 少佐：1935年11月15日[26] - 1936年2月15日[27]
- （兼）戸上一郎 大尉：1936年2月15日[27] - 1936年12月1日[28]
- 松村寛治 大尉：1937年12月1日 - 1938年11月15日
- （兼）原田毫衛 少佐：1938年12月15日[29] - 1939年7月27日[30]
- （兼）田岡清 大尉：1939年7月27日[30] - 1939年9月1日[31]
- 田岡清 大尉：1939年9月1日[31] - 1939年10月5日[32]
- （兼）小比賀勝 少佐：1939年10月5日[32] -　1939年10月20日[33]
- 上野利武 少佐：1939年11月15日 -
- 中村省三 少佐：1940年4月15日 -
- 大橋勝夫 少佐：1940年10月15日[34] - 1941年7月31日[35]
- 山本秀男 少佐：1941年7月31日 -
- 徳富利貞 大尉：1942年5月23日 -

## 捕虜となった乗組員
前記のとおり、アトカ島で撃沈された際に脱出した乗組員5人を米軍は収容したが、彼らは捕虜としてカリフォルニア州にあった日本軍捕虜尋問施設「トレイシー」に収容されたことが戦後確認されている。その後、1943年2月に彼らはウィスコンシン州の別の捕虜収容施設に移されるが、そのうちの牧野一則上等兵曹は結核を発症したという理由で（本艦以外の他の捕虜2人とともに）1944年5月にコロラド州デンバーの陸軍病院に再度移送される。収容先の陸軍病院で牧野上等兵曹は他の2人とともに抵抗を試み、1944年8月に切腹を図り（未遂）、10月29日に看守にモップの柄で実力行使に及んで全員が警備兵に射殺された。射殺された捕虜は当初デンバーに葬られ、のちにカンザス州の陸軍墓地に改葬、墓碑も建立された。牧野らが死亡したことは日本の情報当局も当時把握していたが、遺族には伝えられることがなく、戦後18年が経過した1963年になって、生還した本艦搭乗の元捕虜のもとに「留学した自衛官からの情報」として厚生省援護局から問い合わせが入って墓の存在が初めて明るみに出た。元捕虜の粘り強い働きかけ（山崎拓の助力を得ている）によって、牧野上等兵曹らの遺骨が日本に返還されたのは、死去から42年が経過した1986年のことである。